# Жилой дом журнально-газетного объединения
Жилой дом журнально-газетного объединения (ЖУРГАЗА) — здание в Тверском районе Центрального административного округа города Москвы, расположенное в 1-м Самотечном переулке, д. 17а. Здание является объектом культурного наследия регионального значения. В описании дома в реестре объектов культурного значения отдельно уточняется, что в доме жили деятели Коминтерна, а в одной из квартир жил журналист М. Е. Кольцов, у которого в гостях бывали различные литераторы. Кроме того, в доме жил хоровой дирижёр П. Г. Чесноков.

## История
В 1931 году в 1-м Самотечном переулке по проекту архитектора-авангардиста Л. М. Лисицкого была построена типография журнала «Огонек», которая в некоторых источниках называется типографией Жургаза. На угловом участке планировалось возведение одного из производственных зданий, однако было принято решение построить жилой дом для сотрудников типографии и журнала «Огонек», который и был построен к 1935 году по проектору архитекторов М. О. Барща и Г. А. Зунблата. До настоящего времени дом остается жилым.
В 2017 году по инициативе жильцов дома установлена табличка в память о репрессированном и затем реабилитированном жителе дома. В архивах организации «Мемориал» содержится информация и о других жителях дома — жертвах репрессий.

## Архитектура
Здание, строительство которого продолжалось в 1933—1935 годы являет собой образец переходной архитектуры: форма здания является типичной для советского авангарда, характерного для 1920-х годов, тогда как декор здания, включающий горизонтальные тяги, расписанный карниз и коринфские колонны лоджий, больше напоминает неоклассические формы 1930-х и более поздних годов.
Дом имеет пять этажей и чердачное помещение, квартиры имеют окна на обе стороны.